# ساوان (بانه)
ساوان (بانه)، روستایی از توابع بخش مرکزی شهرستان بانه در استان کردستان ایران است.
نام ساوان از سه آوان گرفته شده‌است. سه آوان به معنی سه آب است که بیانگر سه رودخانه است که در روستا جاری هستند. این نام به مرور زمان به صورت ساوان درآمده‌است. مردمان باشرف وسخاوت مندي دارد كه در دنيا يكم هستن. در این روستا کوهستانی وجود دارد به نام کنی مار یا لانه مار که پر از مار است. وبسیار سرسبز با چشم انداز زیبا. این کوهستان زیبا پر از گیاهان دارویی و بومی میباشد. زبان مردم این روستا کوردی سورانی میباشد

## جمعیت
این روستا در دهستان شوی قرار دارد و براساس سرشماری مرکز آمار ایران در سال ۱۳۸۵، جمعیت آن ۱٬۰۵۵ نفر (۱۶۷خانوار) بوده‌است.